# Micro Commandos
Micro Commandos è un videogioco per PC sviluppato e pubblicato dalla Monte Cristo.

## Trama
Il Comandante in capo della Confederazione Intergalattica è dipartito, lasciando un enorme vuoto. Per scegliere un degno successore tra le 3 razze che compongono la Confederazione (gli Scales, i Nibbles e i Galassiani) viene deciso che il generale le cui truppe riusciranno a conquistare la Terra avrà il diritto supremo di succedere al compianto comandante capo. I piccoli extra-terrestri considerao l'umanità estremamente indolente e rozza; quelli che loro chiamano "i Grandi" sono alti e forti, mentre gli extra-terrestri della Confederazione non superano i 15 centimetri di altezza e devono fare molta attenzione se non vogliono essere annientati. Fortunatamente, l'Alto Comando della Confederazione ha intercettato e decodificato un messaggio top secret proveniente dalle milizie umane: da qualche parte sulla Terra, esiste un'arma di distruzione totale: chiunque entri in possesso di quest'arma sarà in grado di conquistare il pianeta.

## Modalità di gioco
Il giocatore impersona il comandante delle truppe degli Scales, determinato a mettere sul trono il valoroso capo, il Generale Mutmak, come nuovo leader della Confederazione. La missione consiste nell'infiltrarsi sul pianeta Terra e trovare l'arma di distruzione totale (la cosiddetta "Arma Definitiva") che permetterà di conquistare l'umanità. Il videogiocatore controlla i piccoli alieni che, nonostante la loro piccola statura, devono esplorare il mondo dei grandi umani stando attenti a non essere scovati. Bloccati nel seminterrato di una casa, i micro commandos si preparano ad andare alla ricerca dell'Arma Definitiva e a tal fine dovranno costruirsi un villaggio e esplorare il mondo dei grandi, raccogliendo le risorse sparse per i quattro angoli della casa. Il videogiocatore condurrà gli alieni attraverso 14 missioni nel mondo dei "Grandi" esplorando ambientazioni insolite come un museo, il cabaret, la pizzeria e la metropolitana, nonché raccogliere risorse di cibo e materiale per nutrire gli alieni e costruire veicoli ed edifici, come il dormitorio, la fabbrica, l'hangar, l'incubatrice, la scuola e la cucina. I piccoli alieni dovranno anche combattere i commandos nemici (i Nibbles e i Galassiani) nonché le creature del mondo dei grandi, come gli scarafaggi, i criceti e il gatto di famiglia.
All'inizio del gioco si può scegliere se iniziare l'addestramento (in cui il Sergente Buck insegnerà alcune strategie militari di vitale importanza per conquistare il mondo degli umani) o andare direttamente alla conquista della Terra in una campagna composta da 14 missioni.

## Accoglienza
| Testata                         | Giudizio |
| ------------------------------- | -------- |
| Metacritic (media al 30-9-2021) | 56%      |

Le recensioni aggregate di Micro Commandos sul sito Metacritic hanno assegnato al videogioco un punteggio medio del 56% basato su 5 recensioni professionali.